# Stadsmiljö
Stadsmiljö är ett begrepp i samhällsplanering för den yttre miljö som kännetecknar staden eller åtminstone innerstaden, i motsats till bland annat förorten och landsbygden.
Några kännetecken för stadsmiljön är:
- Heltäckande gatubeläggning
- Grönskan är begränsad till parker och planteringar
- Blandning av bostäder, kontor, butiker och allmänna lokaler, se ABC-stad och blandstad
- Tillgång till kollektivtrafik
- Begränsad hastighet för vägtrafik i markplan